# Taudactylus pleione
A Taudactylus pleione a kétéltűek (Amphibia) osztályának békák (Anura) rendjébe, a Myobatrachidae családba, azon belül a Taudactylus nembe tartozó faj.

## Előfordulása
Ausztrália endemikus faja. Queensland állam északkeleti részén, Gladstone-tól délnyugatra, Kroombit Tops területén, 500 m-es tengerszint feletti magasság felett honos. A faj előfordulási területe tizenkét kis méretű (legfeljebb 25 hektáros), egymással nem összefüggő esőerdőfoltra korlátozódik, amiknek területe összesen nagyjából 200 hektár.
A kutatók úgy gondolják, hogy a Taudactylus pleione egy reliktum faj, amely a Kroombit Topsra korlátozódott élőhelyének feldarabolódása miatt, ami megszakította az esőerdők kapcsolatát Dél- és Észak-Kelet-Queensland között. Az esőerdőfoltokon belül a Taudactylus pleione populációi a vízelvezető árkok és a szivárgási területek körül csoportosulnak. Az előfordulás kiterjedését 700 hektárra, az előfordulási területet pedig 120 hektárra becsülték. Az 1997 februárjában végzett felmérések és az 1998 óta végzett rendszeres felmérések jelentősen kibővítették a faj ismert elterjedését, így az ismert populációk száma 12-re emelkedett; kilenc a Kroombit Tops Nemzeti Parkban és három a Kroombit Tops állami erdőben.

## Nevének eredete
A faj neve a görög mitológia Pléioné nimfájára utal.

## Megjelenése
Kis termetű békafaj, testhossza elérheti a 3 cm-t. Háta szürke, kékes-szürke vagy barna, sötétebb X alakú mintával és foltokkal. Az ormány hegyétől az ágyékig egy széles, sötétbarna csík húzódik, a szemek között pedig egy sötét, vízszintes jel található. A hasa fehér, barna foltokkal. A pupillája vízszintes, a szivárványhártya aranyszínű. A lábakon és a karokon barna vízszintes sávok húzódnak. Ujjai között nincs úszóhártya, ujjai végén apró korongok vannak.

## Életmódja
Tavasztól nyárig szaporodik. A petékről nincs feljegyzés, de valószínűleg a többi Taudactylus fajhoz hasonlóan a nőstény kis, laza csomókban rakja le a petéket a patakmedrek sziklái alá. Az ebihalakat szintén nem írták le, de valószínűleg színük, habitusuk és fejlődési idejük hasonló a többi Taudactylus fajéhoz. Nem ismert, hogy mennyi idő alatt fejlődnek békává.

## Természetvédelmi helyzete
A vörös lista a súlyosan veszélyeztetett fajok között tartja nyilván. Populációja csökken, erősen fragmentált. Clarke és Borsboom a szarvasmarhákat, a lovakat és az elvadult sertéseket sorolja fel a fajra leselkedő potenciális veszélyforrásként. A Kroombit Tops nagy része legelőbérlet alatt áll, és az állatállomány elsősorban az élőhely pusztítása és a víz elszennyezése révén jelent veszélyt a faj számára. Kerítést ugyan építettek az állatállomány kizárására, de a Kroombit Creek folyónál továbbra is fennállnak a hatások. A közelmúltban elvadult sertéseket találtak a szaporodási helyek közelében, amelyek zsákmányolhatják a fajt, tönkreteszik az élőhelyet és a Chytrid gomba potenciális hordozói (mivel fertőzött iszapot visznek új helyekre).
A Kroombit Tableland és a Kroombit-hegység minden potenciális területét legalább egyszer átkutatták a párzási időszakban, bár a faj számára további potenciális élőhelyek léteznek a Dawes Range és a Roberts-hegység területén. Úgy tűnik, hogy az egyetlen rendszeresen megfigyelt populáció, a Kroombit Creeken lévő populáció visszaszorult. A faj 1997 előtt rendszeresen előfordult ezen a helyen, de az 1997/98-as szezonban a rendszeres megfigyelés ellenére sem hallották vagy látták ezen a helyen. A legutóbbi éves keresések adatai szintén a faj egyedszámának csökkenését jelzik a Kroombit-fennsíkon. Az 1997/98-as év során kevés egyéb megfigyelési munkát végeztek a területen, de a faj hangját három nemrég felfedezett helyen hallották. A populáció nagyságára vonatkozó becslések erős feltételezéseken alapulnak, mivel egy adott helyen egyszerre legfeljebb 13 egyedet jegyeztek fel, közülük csak három nőstény volt. A populáció szerkezetéről vagy genetikai változatosságáról nem állnak rendelkezésre információk.
A faj nyilvánvalóan alacsony populációja, elszigeteltsége és rendkívül korlátozott elterjedése miatt rendkívül érzékeny a demográfiai instabilitásra, a zavarásra és a kihalásra. Clarke és Borsboom öt fő potenciális veszélyforrást sorol fel a fajra nézve. Ezek az erdőtüzek, a házi és elvadult állatok, a többi queenslandi békafaj visszaszorulásáért felelős ismeretlen kórokozó(k), a látogatói nyomás és a fakitermelés. A fakitermelés az összes ismert populáció feletti vízgyűjtő területen megszűnt, de veszélyt jelenthet a bérelt földeken lévő új populációkra. A látogatók száma jelenleg alacsony, de számuk növekedése megzavarhatja a szaporodást vagy hatással lehet az élőhelyre. Egy 1994-es nagy intenzitású erdőtűz sok, a faj által használt esőerdőfoltot felégetett. Egy későbbi árvíz megváltoztatta a patakok hidrológiáját és elmosta a területen található avart. Az erdőtűz részben felelős lehet a faj visszaszorulásáért a megfigyelési területen. Mostanra módosított tűzvédelmi eljárásokat vezettek be, hogy csökkentsék a további nagy intenzitású tüzek kockázatát.
2020-ban az ausztrál tudósok a Currumbin Wildlife Sanctuary-ban először szaporították sikeresen fogságban a Taudactylus pleione fajt, ami reményt ad a kihalás megakadályozására. Körülbelül 2000 óta próbálkoztak, de csak akkor kezdődhetett meg a valódi munka, amikor menhelye 2008-ban felajánlott egy létesítményta tenyésztéshez. Végül sikerült elérniük, hogy fogságban tartott békáik párzottak, és az első ebihal 2020 novemberében békává alakult át.